# حكيم بلعباس
حكيم بلعباس مخرج وكاتب سيناريو ومونتير مغربي، من مواليد سنة 1961 في مدينة بجعد. من بين أعماله خيط الروح وأشلاء.

## مسيرته
بعد دراسة الأدب الإنجليزي والأمريكي بمدينة الرباط، تخرج من جامعة الحسن الثاني، والتحق بمدينة ليون الفرنسية
لدراسة السينما. رحل إلى الولايات المتحدة لإكمال دراسته، حيث حصل على درجة الماجستير في السينما من جامعة كولومبيا بشيكاغو.

## أعماله
- 1996: عش في القيض
- 1997: دائما على استعداد
- 1998: راعي وبندقية
- 2001: همسات
- 2002: ثلاثة ملائكة بأجنحة مهشمة
- 2003: خيط الروح
- 2006: علاش أ البحر
- 2008: حرفة بوك لا يغلبوك
- 2009: وجوه
- 2010: أشلاء
- 2011: شي غادي وشي جاي
- 2012: محاولة فاشلة لتعريف الحب
- 2015: ثقل الظل
- 2016: عرق الشتاء

## روابط خارجية
- حكيم بلعباس على موقع IMDb (الإنجليزية)
- حكيم بلعباس على موقع ألو سيني (الفرنسية)
- حكيم بلعباس على موقع قاعدة بيانات الفيلم (الإنجليزية)